# Ichneumon cimex
Ichneumon cimex är en stekelart som beskrevs av Müller 1776. Ichneumon cimex ingår i släktet Ichneumon och familjen brokparasitsteklar. Inga underarter finns listade i Catalogue of Life.